# Dịch tễ học về HIV/AIDS

Tỉ lệ nhiễm AIDS và HIV năm 2009
Không thống kê
< 0.1%
0.1 - 0.5%
0.5 - 1%
1 - 5%
5 - 15%
15 - 50%

Đánh giá gánh nặng bệnh tật về HIV và AIDS trên mỗi nhóm 100,000 dân số
Không thống kê
≤ 10
10–25
25–50
50–100
100–500
500–1000
1000–2500
2500–5000
5000–7500
7500-10000
10000-50000
≥ 50000

HIV/AIDS là một đại dịch toàn cầu. Tính đến 2014, có khoảng 36.9 triệu người đang sống chung với HIV trên toàn cầu. Năm 2012, có khoảng 17.2 triệu người là nam giới, 16.8 triệu người là nữ giới và có 3.4 triệu người dưới 15 tuổi. Có khoảng 1.8 triệu ca tử vong vì AIDS, giảm xuống so với 2.2 triệu ca năm 2005. Tỉ lệ mắc bệnh trên thế giới giảm nhanh từ năm 1997 đến 2005, xuống khoảng 2.6 triệu người mỗi năm, nhưng hiện vẫn ổn định từ 2005 đến 2015.
Châu Phi hạ Sahara là khu vực bị ảnh hưởng nhiều nhất. Năm 2010, ước tính 68% (22.9 triệu người) trong tổng số ca mắc HIV và 66% trong tổng số ca tử vong đều xảy ra trong khu vực này. Nghĩa là khoảng 5% dân số trưởng thành trong khu vực này đều bị nhiễm.